# Germanische Glaubens-Gemeinschaft (Géza von Neményi)
Die Germanische Glaubens-Gemeinschaft e. V. (GGG) ist eine 1991 gegründete germanisch-heidnische religiöse Vereinigung, die sich als Nachfolger der von dem Maler und Dichter Ludwig Fahrenkrog gegründeten Germanischen Glaubens-Gemeinschaft sieht. Sie verwendet als Symbol den Hammer Thors vor goldenem Sonnenkreuz auf blauem Grund.
Der 1991 von Géza von Neményi in Berlin eingetragene Verein will in der Tradition der früheren Organisation bleiben, ohne an deren völkische Grundlagen anzuknüpfen. Die Vereinsunterlagen sowie das Archiv des aufgelösten Vereins stammen von dessen letztem Vorsitzenden Ludwig Dessel und dem Freundeskreis Ludwig Fahrenkrog. Von Neményi und seine Gruppe erheben den Anspruch auf die europaweite Führung der heidnischen Glaubensgemeinschaften, konnten sich jedoch nicht durchsetzen. Die Mitgliederzahl wird nicht bekanntgegeben. Die Mitglieder leben vorwiegend in Berlin.

## Lehre
Die GGG versucht aus hochmittelalterlichen literarischen Quellen wie Edda, Sagas westnordischer Provenienz sowie aus runischen Inschriften, aber auch aus Märchen, Volksliedern, Sagen jüngerer Perioden – somit den volkstümlichen Quellen und Bräuchen – die heidnische Götterreligion möglichst originalgetreu zu rekonstruieren und nachzuleben. Unter Einbeziehung wissenschaftlicher Quellen, vor allem der historischen, germanistischen und skandinavischen Mediävistik und der allgemeinen Religionswissenschaft, soll ein polytheistischer Glaube, Ritus und Kult nach der von der Gemeinschaft definierten Anlehnung an die historische erloschene „Religion der Germanen“ entwickelt werden.
Die neue GGG nimmt für sich in Anspruch, im Unterschied zu anderen heidnischen Vereinigungen in Deutschland über eine ausformulierte einheitliche Lehre mit Priestern und Heiligtümern zu verfügen. Ihren Anhängern gilt die Edda als Sammlung heiliger von den Göttern stammender Mythen und als wichtigste Offenbarungsquelle. Sie bezeichnet ihre Religion als „Altheidentum“, um ihren Unterschied zum Neuheidentum z. B. des Eldaring zu verdeutlichen. Die GGG distanziert sich angeblich von der Ariosophie. Die Ariosophie bezeichnet Geza von Neményi als Phantasiereligion. Stefan von Hoyningen-Huene rechnet die GGG trotz ihrer Distanzierung zu den völkisch-religiösen Gruppen und schreibt ihr ariosophische Bezüge zu.

## Struktur, Praxis und Politik
Geza von Neményi gründete mit einem anderen Goden den Godenrat und wurde dort zum Vorsitzenden des Godenrates (Allsherjargode) gewählt. Der Allsherjargode gilt als oberster Priester des germanischen Altheidentums. Den Begriff Altheidentum hatte er markenrechtlich zu schützen versucht, was jedoch vom Deutschen Patent- und Markenamt abgelehnt wurde. Für Allsherjargode liegt kein Markenschutz beim DPMA vor. Unter Neményi ist der unregelmäßig versammelte Godenrat für religiöse Richtlinien zuständig. Vereinsfragen werden von einem Gemeinschaftsrat geklärt. Bedeutende Beschlüsse sollen auf dem Allthing von allen anwesenden Mitgliedern gefasst werden.
Die Mitglieder feiern Jahreskreisfeste, Lebenskreisfeste und das Allthing an verschiedenen Kultstätten. Jahres- und Lebenskreisfeste sind nicht öffentlich. Feste und Kulthandlungen sollen von ausgebildeten Priestern (Goden und Gydjas) geleitet werden. Die Ausbildung zum Priester beinhaltet eine „Godenprüfung“, in der die werdenden Goden auf ihre Kenntnisse des Lehrguts und der Praxis geprüft werden.
Géza von Neményi gibt den GGG-Mitgliederrundbrief Germanen-Glaube heraus. Unter seinem Geburtsnamen Árpád von Nahodyl tritt er als Kommunalpolitiker für die AfD an.

## Gründung und Nachfolge
Die 1991 von Géza von Neményi als Verein in Berlin eingetragene Germanische Glaubens-Gemeinschaft betrachtet sich als Rechtsnachfolger der Germanischen Glaubens-Gemeinschaft Ludwig Fahrenkrogs.
Die Artgemeinschaft – Germanische Glaubens-Gemeinschaft wesensgemäßer Lebensgestaltung, die ebenso Anspruch auf die Rechtsnachfolge der alten GGG Fahrenkrogs erhob, führte mit ihrem Vorsitzenden, dem Rechtsextremisten Jürgen Rieger, in dieser Frage einen Rechtsstreit gegen die GGG. In beiden Instanzen wurde für Neményi entschieden.
In der Publikation Sekten. Risiken und Nebenwirkungen, herausgegeben von der Senatsverwaltung für Schule, Jugend und Sport, Berlin, heißt es jedoch auch:
„Andererseits betonte sie [die GGG] 1995 in einem Schreiben an den Petitionsausschuß des Abgeordnetenhauses von Berlin ausdrücklich, die 1991 in Berlin eingetragene GGG sei nicht Rechtsnachfolger der alten GGG Ludwig Fahrenkrogs, sondern habe den Zweck, den alten Vereinsnamen mit neuem Inhalt wiederaufleben zu lassen. Die neue GGG habe mit der 1964 gelöschten alten GGG nichts zu tun. 1997 wiederum wirbt sie in ihrem Flyer für sich als eine Gemeinschaft, die im Jahre 1907 durch Professor Ludwig Fahrenkrog gegründet wurde.“
Mit dieser Referenz wirbt man auch auf Webseite und Forum.